# Hestur
Hestur (también conocida como Hestoy, cuya traducción del feroés sería La Isla de los Caballos) es una de las 18 islas en las que se compone el archipiélago de las Islas Feroe, situado en el Mar de Noruega.

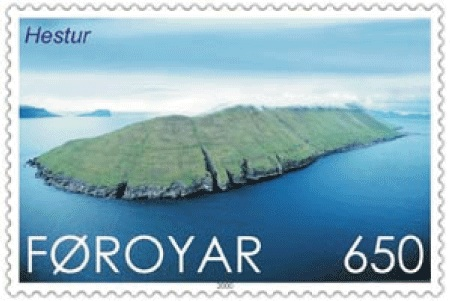
Imagen de la isla inmortalizada en un sello feroés de 2000.

La colonización de la isla tuvo lugar durante la época en la que los primeros colonos vikingos se encontraban establecidos en el archipiélago. En la cima Hælur se han encontrado objetos de dicha época.
En la ladera sur de esta cima, y debido a las condiciones climatológicas, los habitantes de la isla han desarrollado el cultivo de cereales, convirtiéndose en el principal motor de la economía insular (ya que las condiciones geográficas no son propicias para la pesca).
La isla, como muchos otros lugares del archipiélago, está sufriendo el fenómeno de la emigración, ya que muchos de sus pobladores prefieren vivir en núcleos más extensos. En 1919, un terrible accidente de un barco pesquero supuso el fallecimiento de la tercera parte de la población masculina de Hestur.